# Han Yong-gi
Han Yong-gi (koreanisch 한용기; * 27. März 2000 in der Tokio, Japan) ist ein nordkoreanischer Fußballspieler.

## Karriere
Han Yong-gi erlernte das Fußballspielen in der Schulmannschaft der Tokyo Korean High School sowie in der Universitätsmannschaft der Korea University in Japan. Seinen ersten Vertrag unterschrieb er beim Yokohama Sports & Culture Club. Der Verein aus Yokohama, einer Stadt in der Präfektur Kanagawa, spielte in der dritten japanischen Liga. Sein Drittligadebüt gab er am 31. Juli 2022 (19. Spieltag) im Auswärtsspiel gegen den Ehime FC. Bei der 2:0-Niederlage wurde er in der 88. Minute für Shuntarō Koga eingewechselt. In seiner ersten Profisaison bestritt er fünf Drittligaspiele. Nach der Saison wurde sein Vertrag nicht verlängert.